# Geron luctuosus
Geron luctuosus är en tvåvingeart som beskrevs av Mario Bezzi 1921. Geron luctuosus ingår i släktet Geron och familjen svävflugor.
Artens utbredningsområde är Lesotho. Inga underarter finns listade i Catalogue of Life.